# Hegra kommun
Hegra kommun (norska: Hegra kommune) var en kommun i dåvarande Nord-Trøndelag fylke i Norge. Kommunen omfattade den östra delen av nuvarande Stjørdals kommun och gränsade till Sør-Trøndelag fylke i söder. Tätorten Hegra utgjorde kommunens centralort.

## Administrativ historik
Hegra kommun upprättades den 1 januari 1874 när den dåvarande kommunen Øvre Stjørdal delades i två och de båda kommunerna Hegra respektive Meråker bildades. Kommunen hade 3 409 invånare vid upprättandet.
Den 1 januari 1962 gick Hegra kommun, tillsammans med kommunerna Lånke och Skatval, upp i Stjørdals kommun. Kommunens hade då 2 704 invånare.